# بكير (مسلسل)
بكّير مسلسل لبناني درامي اجتماعي عرض في فبراير 2022

## قصة العمل
تناول عدة قضايا منها العنف الأسري وعمالة الأطفال وزواج القاصرات تم تصويره في بلدة دير الأحمر وأبطاله «سمير» عمار شلق و «مجدلا» كارول الحاج

## الممثلون
- كارول الحاج (مجدلا)
- عمار شلق (سمير)
- ختام اللحام (أم ماجد)
- علي الزين (أبو ماجد)
- رندة كعدي (أنجو)
- دوري السمراني (طارق)
- شربل زيادة (زياد)
- سينتيا كرم (نورا)
- بياريت قطريب (رولا)